# Giro di Slovenia 2013
Il Giro di Slovenia 2013, ventesima edizione della corsa, si svolse dal 13 al 16 giugno su un percorso di 503 km ripartiti in 4 tappe, con partenza da Lubiana e arrivo a Novo Mesto. Fu vinto dal croato Radoslav Rogina della Adria Mobil davanti allo sloveno Jan Polanc e al tedesco Patrik Sinkewitz.

## Tappe
| Tappa  | Data      | Percorso                              | km    | Vincitore di tappa | Leader cl. generale |
| ------ | --------- | ------------------------------------- | ----- | ------------------ | ------------------- |
| 1ª     | 13 giugno | Lubiana > Lubiana (cron. individuale) | 8,8   | Svein Tuft         | Svein Tuft          |
| 2ª     | 14 giugno | Kočevje > Višnja Gora                 | 168,5 | Fabio Felline      | Fabio Felline       |
| 3ª     | 15 giugno | Škofja Loka > Vršič                   | 170   | Radoslav Rogina    | Radoslav Rogina     |
| 4ª     | 16 giugno | Brežice > Novo Mesto                  | 155,8 | Brett Lancaster    | Radoslav Rogina     |
| Totale | Totale    | Totale                                | 503   |                    |                     |

## Dettagli delle tappe

### 1ª tappa
- 13 giugno: Lubiana > Lubiana (cron. individuale) – 8,8 km

| Pos. | Corridore       | Squadra | Tempo |
| ---- | --------------- | ------- | ----- |
| 1    | Svein Tuft      | Orica   | 9'55" |
| 2    | Brett Lancaster | Orica   | a 6"  |
| 3    | Artem Ovechkin  | RusVelo | a 8"  |

| Pos. | Corridore       | Squadra | Tempo |
| ---- | --------------- | ------- | ----- |
| 1    | Svein Tuft      | Orica   | 9'55" |
| 2    | Brett Lancaster | Orica   | a 6"  |
| 3    | Artem Ovechkin  | RusVelo | a 8"  |

### 2ª tappa
- 14 giugno: Kočevje > Višnja Gora – 168,5 km

| Pos. | Corridore         | Squadra  | Tempo    |
| ---- | ----------------- | -------- | -------- |
| 1    | Fabio Felline     | Androni  | 4h22'52" |
| 2    | Wesley Sulzberger | Orica    | s.t.     |
| 3    | Darwin Atapuma    | Colombia | s.t.     |

| Pos. | Corridore            | Squadra  | Tempo    |
| ---- | -------------------- | -------- | -------- |
| 1    | Fabio Felline        | Androni  | 4h33'10" |
| 2    | Arthur Vanoverberghe | Topsport | a 15"    |
| 3    | Jan Polanc           | Radenska | a 17"    |

### 3ª tappa
- 15 giugno: Škofja Loka > Vršič – 170 km

| Pos. | Corridore        | Squadra     | Tempo    |
| ---- | ---------------- | ----------- | -------- |
| 1    | Radoslav Rogina  | Adria Mobil | 4h51'11" |
| 2    | Jan Polanc       | Radenska    | a 39"    |
| 3    | Patrik Sinkewitz | Meridiana   | a 43"    |

| Pos. | Corridore        | Squadra     | Tempo    |
| ---- | ---------------- | ----------- | -------- |
| 1    | Radoslav Rogina  | Adria Mobil | 9h24'52" |
| 2    | Jan Polanc       | Radenska    | a 19"    |
| 3    | Patrik Sinkewitz | Meridiana   | a 37"    |

### 4ª tappa
- 16 giugno: Brežice > Novo Mesto – 155,8 km

| Pos. | Corridore           | Squadra | Tempo    |
| ---- | ------------------- | ------- | -------- |
| 1    | Brett Lancaster     | Orica   | 3h41'04" |
| 2    | Maximiliano Richeze | Lampre  | s.t.     |
| 3    | Jens Keukeleire     | Orica   | s.t.     |

| Pos. | Corridore        | Squadra     | Tempo     |
| ---- | ---------------- | ----------- | --------- |
| 1    | Radoslav Rogina  | Adria Mobil | 13h05'56" |
| 2    | Jan Polanc       | Radenska    | a 19"     |
| 3    | Patrik Sinkewitz | Meridiana   | a 37"     |

## Classifiche finali

### Classifica generale
| Pos. | Corridore         | Squadra      | Tempo     |
| ---- | ----------------- | ------------ | --------- |
| 1    | Radoslav Rogina   | Adria Mobil  | 13h05'56" |
| 2    | Jan Polanc        | Radenska     | a 19"     |
| 3    | Patrik Sinkewitz  | Meridiana    | a 37"     |
| 4    | Tadej Valjavec    | Sava         | a 1'05"   |
| 5    | Angelo Pagani     | Bardiani-CSF | a 1'56"   |
| 6    | Darwin Atapuma    | Colombia     | a 2'15"   |
| 7    | Jure Golčer       | Tirol        | a 3'02"   |
| 8    | Enrico Barbin     | Bardiani-CSF | a 3'22"   |
| 9    | Tilegen Maidos    | CT Astana    | a 3'51"   |
| 10   | Alexander Rybakov | Rusvelo      | a 3'55"   |